# Gran Premi Hydraulika Mikolasek
El Gran Premi Hydraulika Mikolasek va ser una competició ciclista eslovaca d'un sol dia. Creada el 2005, amb el nom de Gran Premi Jamp, va formar part del calendari de l'UCI Europa Tour fins a la seva desaparició el 2010.

## Palmarès
| Any  | Vencedor        | Segon                 | Tercer          |
| ---- | --------------- | --------------------- | --------------- |
| 2005 | Andrei Mizúrov  | Aleksandr Diatxenko   | Andrej Omulec   |
| 2006 | Jure Golčer     | Radosław Romanik      | Radoslav Rogina |
| 2007 | Marcin Sapa     | Grzegorz Zoledziowski | Kristjan Fajt   |
| 2008 | Péter Kusztor   | Davide D'Angelo       | Dominik Nerz    |
| 2009 | anul·lada       |                       |                 |
| 2010 | Alois Kaňkovský | Petr Benčík           | Pavol Polievka  |